# Banchus canadensis
Banchus canadensis är en stekelart som beskrevs av Cresson 1868. Banchus canadensis ingår i släktet Banchus och familjen brokparasitsteklar. Inga underarter finns listade.